# Dorymetaecus spinnipes
Dorymetaecus spinnipes là một loài nhện trong họ Phrurolithidae. Chúng thuộc chi đơn loài Dorymetaecus, được William Joseph Rainbow miêu tả năm 1920.